# 徳陽駅
徳陽駅（トギャンえき）は、大韓民国全羅南道麗水市にある韓国鉄道公社（KORAIL）全羅線の駅である。

## 歴史
- 1930年12月25日：開業。
- 2011年4月5日：旅客取扱中止。

## 隣の駅
韓国鉄道公社
全羅線
順天駅 - (星山駅) - (栗村駅) - 徳陽駅 - 麗川駅
麗川線（貨物線）
徳陽駅 - (興国寺駅) - (積良駅)